# Samuel Presser
Samuel Presser, född 3 maj 1723 i Linköping, död 18 december 1783 i Linköping, han var guldsmed och silversmed i Linköping. Han var bror till kyrkoherden Petrus Presser.
Den 25 maj 1759 köpte Samuel Presser gården nr 23 (efter cirka 1780 nr 35) i Sankt Kors kvarter, idag vid Storgatan 62, i Linköping, för 3.000 daler. Huvudbyggnaden från gården flyttades 1953 till friluftsmuseet Gamla Linköping och kallas Handelsboden.

## Biografi
Presser föddes 3 maj 1723 i Linköping. Han var son till färgaren Daniel Presser (1686-1734) och Maria Sandelia (1692-1764).
1753 blev han gesäll hos guldsmeden Nils Dahl på Sankt Kors kvarter 8 i Linköping. Presser blev 1758 guldsmed och bodde hos brodern och gördelmakaren Sven Presser på Sankt Kors kvarter 25. Han flyttade 1759 till Sankt Kors kvarter 23.

### Familj
Presser gifte sig mellan 1759 och 1760 med Hedvig Sophia Trivallia (1732-1799). Hon var dotter till komministern Hemming Trivallius och Anna Catharina Viridén i Vårdnäs. De fick tillsammans barnen Daniel Hemming (1760-1762), Petrus (född 1764), Samuel Peter Presser (1767-1824), Leonardus (född 1770) och Anna Sophia (1774-1842).

## Verk
- 1760 - Silverdopskål till Rystads kyrka.
- 1762 - Nattvardskärl till Hägerstads kyrka.
- 1779 - Silverdopskål till Hycklinge kyrka.
- Nattvardskärl för Mjölby kyrka[23]

Presser finns representerad vid bland annat Nordiska museet i Stockholm.

## Medarbetare
- 1760-1761 - Jonas. Han var 1760 lärogosse hos Presser.[15][16]
- 1761 - Gabriel. Han var 1761 gesäll hos Presser.[16]
- 1762-1764 - Lom. Han var 1762 gesäll hos Presser.[17][18][19]